# Cuora picturata
Espèce
Synonymes
- Cuora galbinifrons picturata Lehr, Fritz & Obst, 1998

Statut CITES
Cuora picturata est une espèce de tortues de la famille des Geoemydidae.

## Répartition
Cette espèce est endémique du Viêt Nam.

## Publication originale
- Lehr, Fritz & Obst, 1998 : Cuora galbinifrons picturata subsp. nov., eine Unterart der Hinterindischen Scharnierschildkröte. Herpetofauna, vol. 20, no 113, p. 5-11.